# ブンキリング県
ブンキリング県(フランス語：Département de Bounkiling)はセネガルのセディウ州の県。
県都はブンキリング。
2013年の人口は約14.6万人。
2008年に新設された。

座標: 北緯13度01分19秒 西経15度24分50秒 / 北緯13.02194度 西経15.41389度